# No More Stories
No More Stories / Are Told Today / I'm Sorry / They Washed Away // No More Stories / The World Is Grey / I'm Tired / Let's Wash Away is het vijfde studioalbum van de Deense muziekgroep Mew. De band die al garant stond voor een aantal lelijke platenhoezen deed bij de recensenten opnieuw een poging. Daarnaast deed men tevens een poging de langste titel voor een muziekalbum te gebruiken. In eerste instantie was dat niet de bedoeling, maar Jonas Bjerre lichtte toe, dat ze steeds het juiste woord maar niet konden vinden en uiteindelijk bleven zitten met deze lange titel, die men overigens nog op de zijkant van de compact disc voluit weet te vermelden. De titel is de tekst van de song Hawaii Dream.
Na het sombere And the Glass Handed Kites klonk dit album veel luchtiger en meer als poppy popmuziek met een behoorlijke scheut progressieve rock. Enkele songs bleken geschikt om als single uitgebracht te kunnen worden; geen daarvan haalde de Nederlandse Top 40.

## Musici
Oerlid Johan Wohlert stapte op, hij wilde meer tijd aan zijn familie besteden:
- Jonas Bjerre: zang, gitaar
- Silas Utke en Graae Jørgensen: slagwerk
- Bo Madsen: gitaar

Met medewerking van:
- Steve Coleman: saxofoon
- Sellasi Dewornu: Afrikaanse percussie
- Matthias Friis-Hansen: marimba, Kalimba en percussie
- Mari Helgerlikova: additionele zang
- Bastian Juel: basgitaar
- Damon Tuntunjian: basgitaar
- Nick Watts: toetsinstrumenten

## Composities
Alle muziek en teksten zijn geschreven door Mew. 
| Nr. | Titel                       | Duur |
| --- | --------------------------- | ---- |
| 1.  | New Terrain                 | 3:14 |
| 2.  | Introducing Palace Players  | 4:46 |
| 3.  | Beach                       | 2:46 |
| 4.  | Repeaterbeater              | 2:33 |
| 5.  | Intermezzo 1                | 0:29 |
| 6.  | Silas The Magic Car         | 4:06 |
| 7.  | Cartoons and Macramé Wounds | 7:21 |
| 8.  | Hawaii Dream                | 1:47 |
| 9.  | Hawaii                      | 5:01 |
| 10. | Vaccine                     | 5:08 |
| 11. | Tricks of the Trade         | 4:28 |
| 12. | Intermezzo 2                | 1:03 |
| 13. | Sometimes Life Isn't Easy   | 5:21 |
| 14. | Reprise                     | 5:32 |

De opener New Terrain klinkt vervreemdend; achteraf bleek het de song Nervous te zijn die achterstevoren op het album is gezet. Andere songs lijken twee songs tegelijkertijd te bevatten en / of na de opname uitgerekt te zijn. Voorts zitten bijna alle liedjes vol met ritme- en tempoverschuivingen. In Sometimes Life Isn’t Easy lijkt Coleman dwars tegen de melodie in te spelen, maar komt steeds perfect uit met de rest van de band; in het nummer zingt ook een kinderkoor mee.
De eerste single Introducing Palace Players verscheen alleen op de website van de band op 28 mei 2009 en werd op 23 september van hetzelfde jaar voorzien van een filmpje. De tweede single Repeatbeater verscheen op 25 juni 2009, wederom als MP3-bestand. Vaccine heeft door het gebruik van de marimba als ritme-instrument een intro dat ontleend lijkt aan minimal music van Steve Reich.
Mew kreeg voor deze plaat van alle kanten lovende kritieken, waarbij de Denen het verst gingen; het album haalde daar de eerste plaats in de albumlijsten. Overigens deed de plaat het ook goed in de andere Noordse landen Noorwegen, Zweden en Finland. Aan de andere kant van de Atlantische Oceaan behaalde het de albumlijsten van de Verenigde Staten en Mexico.